# Yuri (władca Goguryeo)
Król Goguryeo Yuri (?? p.n.e. – 18 n.e.) był drugim królem Goguryeo, największego spośród Trzech Królestw Korei. Panował w latach 19 r. p.n.e. – 18. Był najstarszym synem założyciela państwa króla Dongmyeonga. O jego życiu wiemy głównie z koreańskich kronik Samguk Sagi i Samguk Yusa. 

## Pochodzenie
Yuri był pierworodnym synem Jumonga z jego związku z Ye Soyą. W roku 37 p.n.e. Jumong opuścił Królestwo Dongbuyeo i założył Goguryeo. Z nieznanych przyczyn jego pierwsza żona, będąca wówczas w ciąży, pozostała w Dongbuyeo. Yuri wychowywany był przez matkę, a także przez babkę (matkę Jumonga) Yuhwę. 
W 19 p.n.e. Yuri wraz z matką dotarli do Goguryeo. Spowodowało to napięcie na dworze królewskim pomiędzy zwolennikami Yuriego a zwolennikami synów Jumonga z drugiego małżeństwa. W wyniku tego konfliktu druga żona Jumonga So Seo-no z dwoma synami opuściła Goguryeo, by wkrótce założyć państwo Baekje. Jumong ogłosił swojego pierworodnego syna Yuriego następcą tronu. 

## Panowanie

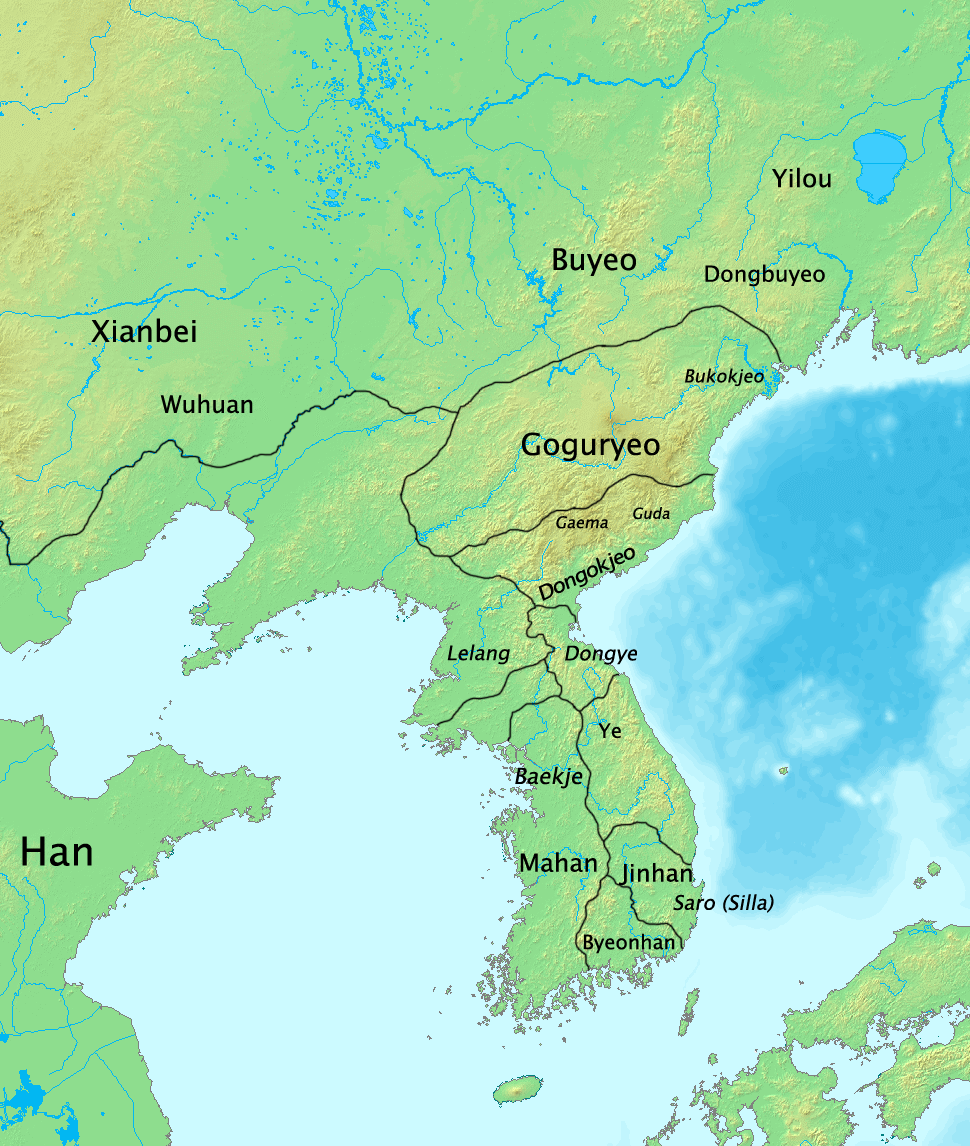
Goguryeo za panowania Yuriego (około 1 rok n.e.)

Król Jumong zmarł jeszcze w roku 19 p.n.e. i Yuri wstąpił na tron. Kroniki koreańskie opisują go jako potężnego władcę, który rozszerzył granice państwa. W 19 p.n.e. rozbił jedno ze koczowniczych plemion Xiongnu. W roku 3 p.n.e. przeniósł stolicę z Jolbon-seong do nowo wybudowanego Gungnae-seong. 
W roku 6 i 13 Goguryeo odparło dwa zmasowane ataki Daeso, króla Dongbuyeo.
W roku 9 u potężnego sąsiada Goguryeo, w Chinach doszło do obalenia Dynastii Han przez Wang Manga, który zastąpił ją swoją własną Dynastią Xin. Wang Man zażądał od Yuriego by ten wsparł go w jego wojnach z plemionami Xiongnu. Yuri odmówił i sam zaatakował Chiny Xin. 
Yuri miał sześciu synów. Pierwszy następca tronu Dojul zginął w roku 1, według jednej z wersji z rozkazu ojca. Drugi syn Haemyeong został oficjalnie następcą tronu po śmierci brata. Okazało się jednak, że był nieposłuszny i lekkomyślny. W roku 14 Yuri odsunął go od władzy (fakt, że Haemyeong wkrótce potem zmarł powoduje przypuszczenia, że ojciec być może zmusił go także do popełnienia samobójstwa), a swym następcą ogłosił swego najstarszego pozostałego przy życiu, trzeciego syna Muhyula, późniejszego króla Daemusina. 
W kulturze koreańskiej Yuri znany jest do dzisiaj jako autor "Pieśni do wilgi" (Hwangjoga, 황조가/黃鳥歌). Według Samguk Sagi napisał ją z żalu po stracie swej ulubionej konkubiny Chihyi.

## Rodzina
- Ojciec: Dongmyeong
- Matka: Ye Soya

- Dzieci:

1. Hae Dojul, następca tronu (zmarł 1 r.)
2. Hae-Myeong, następca tronu (od 1 r. do 14 r.)
3. Hae Muhyul, następca tronu (od 14 r.), późniejszy król Daemusin
4. Hae Yuh-Jin, zmarł w 18 r.
5. Hae Saek-Ju, późniejszy król Minjung
6. Go Jaesa, ojciec późniejszego króla Taejo, zmarł po 54 r.

## Śmierć
W roku 18 utopił się czwarty syn Yuriego, Hae Yuh-Jin. Król podupadł wówczas na zdrowiu i wkrótce zmarł po trzydziestosiedmioletnim panowaniu. Jego następcą został najstarszy pozostały przy życiu syn Hae Muhyul.

## Teorie dotyczące króla Yuriego

### Syn Jumonga
Tradycyjna historiografia koreańska uznaje Yuriego za pierworodnego syna założyciela Goguryeo Jumonga. Różnice w nazwiskach rodowych tłumaczy się zwykle poprzez fakt zmiany, którą to Jumong dokonał zakładając Goguryeo (z Hae na Go). Yuri znajdował się wówczas Dongbuyeo i ta zmiana go nie objęła. 

### Uzurpacja
W ostatnim czasie pojawiają się opinie, że Hae Yuri nie był wcale synem Jumonga, lecz uzurpatorem. Takie wnioski wyciąga się na podstawie kilku faktów: wczesnej śmierci Jumonga, różnicy w nazwiskach rodowych, konfliktach Yuriego z zaufanymi doradcami Jumonga, a także w innym stylu sprawowania władzy. Jumong zmarł w wieku zaledwie 40 lat, co w porównaniu do jego następców, jak i poprzedników (przeżył go chociażby jego przybrany ojciec, król Dongbuyeo Geumwa) było dość młodym wiekiem. Podejrzenia wzbudza fakt, że Jumong zmarł zaledwie w pięć miesięcy po przybyciu Yuriego do Goguryeo. Te obserwacje skłoniły niektórych historyków do przypuszczenia, że Yuri mógł siłą obalić Ród Go i zastąpić ją własnym Rodem Hae.